# Bowling de deu
El bowling de deu o tenpin és una modalitat de bitlles practicada amb deu bitlles disposades en forma de triangle. Consisteix a tombar les deu bitlles, mitjançant el llançament d'una bola de 22 cm de diàmetre i un pes que pot variar entre els 2,7 kg i els 7,3 kg, i que té tres forats per a inserir-hi els dits. Les pistes de bitlles de deu pins fan 18,29m (60 peus) des de la línia de falta fins al centre de l'agulla del front, amb fletxes de guia a uns 4,57 m (15 peus) de la línia de falta. El carril fa 1,05 m d'ample i té 39 taulers de fusta, o està fet d'un material sintètic amb els 39 "taulers" simulats mitjançant línies de marcatge. L'aproximació té dos conjunts de punts a 3,66 m (12 peus) i 4,57 m (15 peus) darrere de la línia de falta, per ajudar amb la col·locació del peu.

## Puntuació
Una partida consta de deu tirades, en cada una de les quals s'han de tombar les deu bitlles amb un màxim de dos llançaments.

### Puntuació tradicional
Després de cada tirada se suma un punt per cada bitlla caiguda. S'anomena ple (strike) quan es tomben totes les bitlles en un sol llançament i semiplè (spare) quan es tomben en dos.
En un ple el jugador rep deu punts més una bonificació equivalent al nombre de bitlles caigudes en les dues tirades següents). Un strike en la desena tirada rep dues tirades addicionals a efectes de bonificació. En un semiplè el jugador rep deu punts més una bonificació equivalent al nombre de bitlles caigudes en la següent tirada. Un semiple en la desena tirada rep una tirada addicional a efectes de bonificació. La puntuació màxima és de 300, que s'aconsegueix fent dotze plens seguits en una partida.

### Puntuació de la Federació Internacional de Bowling
Per tal de fer l'esport més fàcil de seguir, augmenta l'audiència de la televisió i ajudar a convertir-se en un esport olímpic, la Federació Internacional de Bowling va establir un nou tipus de puntuació.
Després de cada tirada se suma un punt per cada bitlla caiguda, però en cas de ple, el jugador rep trenta punts, i en un semiplè el jugador rep deu punts més una bonificació equivalent al nombre de bitlles caigudes en la primera tirada del semiple. La puntuació màxima és de 300, que s'aconsegueix fent deu plens seguits en una partida.

## Història
Les bitlles americanes modernes de deu bitlles deriven principalment del Kegelspiel alemany, o kegeling, que utilitzava nou bitlles col·locats en forma de diamant. Algunes fonts fan referència a una llei de Connecticut de 1841 que prohibia les bitlles de nou bitlles per la seva suposada associació amb el joc i el crim, i es deia que la gent eludia la prohibició afegint una desena bitlla; altres fonts qualifiquen aquesta història de mera faula, mentre que fonts anteriors (per exemple, 1838, sobre Baltimore i 1842, Charles Dickens sobre Nova York) confirmen explícitament l'estratègia. Fins i tot abans, una ordenança de 1834 a Washington DC limitava l'hora (abans de les 8 del vespre i no els diumenges) i el lloc (a més de 100 iardes, o 90 metres, de les cases habitades) dels "bowling de 9 o de deu" o de "qualsevol joc que s'assembli o intenti imitar-lo... ". En qualsevol cas, els diaris ja mencionaven al "tenpin" des de 1820(també més tard en la dècada de 1820 i en la de 1830).
Un quadre que es creu que data aproximadament del 1810 mostra a jugadors de bitlles britànics jugant a l'aire lliure amb una formació triangular de deu bitlles, data que seria anterior a l'afirmada aparició d'aquest esport als Estats Units. En qualsevol cas, el plaer del kegeling (el bowling a deu a alemanya) per part dels camperols alemanys contrastava amb el joc de bitlles sobre herba reservat a les classes altes, iniciant així la duradora reputació de les bitlles com a esport de l'home corrent.
A mitjans el segle xix, es van patentar als Estats Units diverses alternatives a les bitlles independents per resoldre els problemes que es percebien en la col·locació de les bitlles i el retorn de la bola, per tal d'evitar que fossin persones les que realitzessin aquestes funcions. Un esquema (1851) incloïa bitlles amb bases esfèriques que, en ser colpejades per una bola, simplement queien en el seu lloc per tornar de nou a una posició vertical. Una segona disposició (1853) incloïa el restabliment de les bitlles mitjançant cordes que baixaven des dels respectius fons de les bitlles fins a pesos situats sota la plataforma de les mateixes. Un altre disseny (1869) incloïa la suspensió de les bitlles amb cordes aèries.
El 1884, la Brunswick Corporation va convertir-se en el primer fabricant nord-americà de boles de bitlles i, el 1909, va introduir la bola Mineralite (de goma dura), que es va considerar tan revolucionària que es va exhibir a l'Exposició Universal de Chicago de 1934. El 1886, Joe Thum -que arribaria a ser conegut com el "pare de les bitlles"- va començar a obrir pistes de bitlles i, durant dècades, es va esforçar per elevar la imatge de l'esport perquè competís amb les diversions de la classe alta, com els teatres i les òperes.
El 1875, els delegats dels clubs de bitlles de Nova York i Brooklyn van formar la National Bowling Association (NBA) per estandarditzar les regles, però els desacords van prevaldre. El 1887, Albert G. Spalding va escriure les Regles Estàndard per les Bitlles als Estats Units, i a mitjans de la dècada de 1890 es va constituir la United Bowling Clubs (UBC) amb 120 membres. El 1895 es va crear l'American Bowling Congress (ABC) i en la dècada de 1910 el Women's International Bowling Congress (WIBC), organitzacions que promovien regles estandarditzades i s'esforçaven per millorar la imatge de l'esport.
Entre 1920 i 1929, el nombre de pistes de bitlles autoritzades per l'ABC va passar de 450 a unes 2.000. La derogació de la Prohibició el 1933 va permetre que les cerveseries patrocinessin als equips i als jugadors de bitlles, el que va contribuir a la reputació de les bitlles com a esport de la classe treballadora. Tot i que a principis de segle XX la majoria de les pistes de bowling eren en petits establiments, després de la Prohibició les pistes van passar de ser un entreteniment paral·lel als luxosos locals victorians o als salons més sòrdids a establiments independents que van adoptar l'estil Art déco i es van adaptar a la "necessitat de velocitat" percebuda en l'època.